# Burg Fischbach
Die Burg Fischbach ist eine abgegangene Burg vermutlich etwa 400 Meter nordöstlich der Kirche des Ortsteils Fischbach der Gemeinde Ummendorf im Landkreis Biberach in Baden-Württemberg.
Von der nicht mehr genau lokalisierbaren Burganlage ist nichts mehr erhalten.